# Municipio de Delaware (Minnesota)
El municipio de Delaware (en inglés: Delaware Township) es un municipio ubicado en el condado de Grant en el estado estadounidense de Minnesota. En el año 2010 tenía una población de 102 habitantes y una densidad poblacional de 1,09 personas por km².

## Geografía
El municipio de Delaware se encuentra ubicado en las coordenadas 45°53′32″N 96°3′54″O / 45.89222, -96.06500. Según la Oficina del Censo de los Estados Unidos, el municipio tiene una superficie total de 93,89 km², de la cual 92,03 km² corresponden a tierra firme y (1,98 %) 1,86 km² es agua.

## Demografía
Según el censo de 2010, había 102 personas residiendo en el municipio de Delaware. La densidad de población era de 1,09 hab./km². De los 102 habitantes, el municipio de Delaware estaba compuesto por el 95,1 % blancos, el 0,98 % eran de otras razas y el 3,92 % eran de una mezcla de razas. Del total de la población el 10,78 % eran hispanos o latinos de cualquier raza.